# Победнице европских првенстава у атлетици у дворани — 400 метара
Освајачице медаља на европским првенствима у атлетици у дворани у дисциплини трчања на 400 метара, која је у програму од првог Европског првенства у дворани одржаном 1966. у Дортмунду, приказане су у следећој табели. Постигнути резултати су приказани у секундама.
Најуспешније атлетичарке, после 42 европска првенства, су Верона Бернард-Елдер из Уједињеног Краљевства и Јармила Кратохвилова из Чехословачке са по 3 освојене златне медаље и једном сребрном. Од земаља најуспешније је Уједињено Краљевство са укупно 13 медаља, од чега 7 златних, 2 сребрне и 4 бронзане.
Рекорд европских првенстава у трци на 400 метара у дворани држи Јармила Кратохвилова из Чехословачке са 49,59 секунди које је постигла у финалној трци Европског првенства у Милану 1982.

## Освајачице медаља на европским првенствима у дворани
| ЕП                         |                                             | Резултат      |                                             | Резултат                     |                                             | Резултат |
| Дортмунд 1966              | Хелга Хенинг · Западна Немачка              | 56,9 РЕП      | Либуше Макоунова · Чехословачка             | 57,2                         | Мев Кајл · Ирска                            | 57,3     |
| Праг 1967                  | Карин Валгрен · Шведска                     | 55,7 РЕП      | Лиа Лоуер · Холандија                       | 56,7                         | Љиљана Петњарић · Југославија               | 57,3     |
| Мадрид 1968                | Наталија Чистјакова · Совјетски Савез       | 55,24 РЕП     | Гизела Алемејер · Западна Немачка           | 56,2                         | Татјана Арнаутова · Совјетски Савез         | 56,3     |
| Београд 1969               | Колет Бесон · Француска                     | 54,0 РЕП      | Кристел Фрезе · Западна Немачка             | 54,8                         | Розмари Стирлинг · Уједињено Краљевство     | 54,8     |
| Беч 1970 детаљи            | Мерилин Нојвил · Уједињено Краљевство       | 53,01 РЕП     | Кристел Фрезе · Западна Немачка             | 53,13                        | Колет Бесон · Француска                     | 53,63    |
| Софија 1971 детаљи         | Вера Попкова · Совјетски Савез              | 53,7          | Инге Бединг · Западна Немачка               | 54,3                         | Марија Сикора · Аустрија                    | 54,4     |
| Гренобл 1972 детаљи        | Кристел Фрезе · Западна Немачка             | 53,36         | Инге Бединг · Западна Немачка               | 54,60                        | Ерика Вајнштајн · Западна Немачка           | 54,73    |
| Ротердам 1973детаљи        | Верона Бернард · Уједињено Краљевство       | 53,04         | Валтрауд Дич · Источна Немачка              | 53,35                        | Ренате Зибах · Источна Немачка              | 53,49    |
| Гетеборг 1974 детаљи       | Јелица Павличић · Југославија               | 52,64         | Надежда Иљина · Совјетски Савез             | 52,81 52,44 РЕП у полуфиналу | Валтрауд Дич · Источна Немачка              | 52,84    |
| Катовице 1975 детаљи       | Верона Бернард-Елдер · Уједињено Краљевство | 52,68         | Надежда Иљина · Совјетски Савез             | 53,21                        | Инта Климовића · Совјетски Савез            | 53,91    |
| Минхен 1976 детаљи         | Рита Вилден · Западна Немачка               | 52,26 СР, РЕП | Јелица Павличић · Југославија               | 52,47                        | Инта Климовића · Совјетски Савез            | 52,80    |
| Сан Себастијан 1977 детаљи | Марита Кох · Источна Немачка                | 51,14 СР, РЕП | Верона Бернард-Елдер · Уједињено Краљевство | 52,75                        | Јелица Павличић · Југославија               | 53,49    |
| Милано 1978 детаљи         | Марина Сидорова · Совјетски Савез           | 52,42         | Рита Ботиљери · Италија                     | 53,18                        | Каролине Кефер · Аустрија                   | 53,56    |
| Беч 1979 детаљи            | Верона Бернард-Елдер · Уједињено Краљевство | 51,80         | Јармила Кратохвилова · Чехословачка         | 51,81                        | Каролине Кефер · Аустрија                   | 51,90    |
| Зинделфинген 1980 детаљи   | Елке Декер · Западна Немачка                | 52,25         | Каролине Кефер · Аустрија                   | 52,70                        | Татјана Гојшчик · Совјетски Савез           | 52,71    |
| Гренобл 1981 детаљи        | Јармила Кратохвилова · Чехословачка         | 50,07 СР, РЕП | Татјана Гојшчик · Совјетски Савез           | 52,32                        | Верона Бернард-Елдер · Уједињено Краљевство | 52,37    |
| Милано 1982 детаљи         | Јармила Кратохвилова · Чехословачка         | 49,59 СР, РЕП | Дагмар Рибзам · Источна Немачка             | 51,18                        | Габи Бусман · Западна Немачка               | 51,57    |
| Будимпешта 1983 детаљи     | Јармила Кратохвилова · Чехословачка         | 49,69         | Кирстен Зимон · Источна Немачка             | 51,70                        | Розица Стаменова · Бугарска                 | 52,36    |
| Гетеборг 1984 детаљи       | Татјана Кочембова · Чехословачка            | 49,97         | Ерика Роси · Италија                        | 52,37                        | Розица Стаменова · Бугарска                 | 52,41    |
| Пиреј 1985 детаљи          | Сабине Буш · Источна Немачка                | 51,35         | Дагмар Рибзам-Нојбауер · Источна Немачка    | 51,40                        | Алена Булирова · Чехословачка               | 52,54    |
| Мадрид 1986 детаљи         | Сабине Буш · Источна Немачка                | 51,40         | Петра Милер · Источна Немачка               | 51,59                        | Ен-Луиз Скоглунд · Шведска                  | 52,40    |
| Лијевен 1987 детаљи        | Марија Пинигина · Совјетски Савез           | 51,27         | Гизела Кинцел · Западна Немачка             | 52,29                        | Кристина Перез · Шпанија                    | 52,63    |
| Будимпешта 1988 детаљи     | Петра Милер · Источна Немачка               | 50,28         | Хелга Аренд · Западна Немачка               | 51,06                        | Дагмар Рибзам-Нојбауер · Источна Немачка    | 51,57    |
| Хаг 1989 детаљи            | Сели Ганел · Уједињено Краљевство           | 52,04         | Марина Шимонина · Совјетски Савез           | 52,36                        | Анита Проти · Швајцарска                    | 52,57    |
| Глазгов 1990 детаљи        | Марина Шимонина · Совјетски Савез           | 51,22         | Јоланда Оанца · Румунија                    | 52,22                        | Јудит Форгач · Мађарска                     | 53,02    |
| Ђенова 1992 детаљи         | Сандра Мајерс · Шпанија                     | 51,21         | Олга Бризгина · Уједињени тим               | 51,48                        | Јелена Голешева · Уједињени тим             | 52,07    |
| Париз 1994 детаљи          | Светлана Гончаренко · Русија                | 51,62         | Татјана Алексејева · Русија                 | 51,77                        | Вивијен Дорсил · Француска                  | 51,92    |
| Стокхолм 1996 детаљи       | Грит Бројер · Немачка                       | 50,81         | Олга Котљарова · Русија                     | 51,70                        | Татјана Чебикина · Русија                   | 51,71    |
| Валенсија 1998 детаљи      | Грит Бројер · Немачка                       | 50,45         | Јонела Тарлеа · Румунија                    | 50,56                        | Хелена Фухсова · Чешка                      | 51,22    |
| Гент 2000 детаљи           | Светлана Поспељова · Русија                 | 51,66         | Наталија Назарова · Русија                  | 51,69                        | Хелена Фухсова · Чешка                      | 52,32    |
| Беч 2002 детаљи            | Наталија Антјук · Русија                    | 51,65         | Клаудија Маркс · Немачка                    | 52,15                        | Карен Шинкинс · Ирска                       | 52,17    |
| Мадрид 2005 детаљи         | Светлана Поспељова · Русија                 | 50,41         | Светлана Усовић · Белорусија                | 50,55                        | Ирина Росикина · Русија                     | 52,05    |
| Бирмингем 2007 детаљи      | Никола Сандерс · Уједињено Краљевство       | 50,02         | Илона Усовић · Белорусија                   | 51,00                        | Олесја Зикина · Русија                      | 51,69    |
| Торино 2009 детаљи         | Антонина Кривошапка · Русија                | 51,18         | Наталија Пихида · Украјина                  | 51,44                        | Дарија Сафонова · Русија                    | 51,85    |
| Париз 2011 детаљи          | Дениса Росолова · Чешка                     | 51,73         | Олесја Красномовец · Русија                 | 51,80                        | Ксенија Задорина · Русија                   | 52,03    |
| Гетеборг 2013 детаљи       | Пери Шејкс-Дрејтон · Уједињено Краљевство   | 50,85         | Ајлид Чајлд · Уједињено Краљевство          | 51,45                        | Моа Јелмер · Шведска                        | 52,04    |
| Праг 2015 детаљи           | Наталија Пихида · Украјина                  | 51,96         | Индира Тереро · Шпанија                     | 52,63                        | Серен Банди-Дејвис · Уједињено Краљевство   | 52,64    |
| Београд 2017 детаљи        | Флорија Геи · Француска                     | 51,90         | Зузана Хејнова · Чешка                      | 52,42                        | Јустина Свјенти · Пољска                    | 52,52    |
| Глазгов 2019 детаљи        | Леа Шпрунгер · Швајцарска                   | 51,61         | Синтија Болинго Мбонго · Белгија            | 51,62                        | Лизан де Вит · Холандија                    | 52,34    |
| Торуњ 2021 детаљи          | Фемке Бол · Холандија                       | 50,63         | Јустина Свјенти · Пољска                    | 51,41                        | Џоди Вилијамс · Уједињено Краљевство        | 51,73    |
| Истанбул 2023 детаљи       | Фемке Бол · Холандија                       | 49,85         | Лике Клавер · Холандија                     | 50,57                        | Ана Кјелбасинска · Пољска                   | 51,25    |
| Апелдорн 2025 детаљи       | Лике Клавер · Холандија                     | 50,38         | Хенријете Јегер · Норвешка                  | 50,45                        | Паула Севиља · Шпанија                      | 50,99    |
| Валенсија 2027             |                                             |               |                                             |                              |                                             |          |

## Биланс медаља
| Ранг | Држава               |    |    |    |     |
| ---- | -------------------- | -- | -- | -- | --- |
| 1.   | Уједињено Краљевство | 7  | 2  | 4  | 13  |
| 2.   | Русија               | 5  | 4  | 5  | 14  |
| 3.   | Совјетски Савез      | 5  | 4  | 4  | 13  |
| 4.   | Западна Немачка      | 4  | 7  | 2  | 13  |
| 5.   | Источна Немачка      | 4  | 5  | 3  | 12  |
| 6.   | Чехословачка         | 4  | 2  | 1  | 7   |
| 7.   | Холандија            | 3  | 2  | 1  | 6   |
| 8.   | Немачка              | 2  | 1  | 0  | 3   |
| 9.   | Француска            | 2  | 0  | 2  | 4   |
| 10.  | Југославија          | 1  | 1  | 2  | 4   |
| 10.  | Чешка                | 1  | 1  | 2  | 4   |
| 10.  | Шпанија              | 1  | 1  | 2  | 4   |
| 13.  | Украјина             | 1  | 1  | 0  | 2   |
| 14.  | Шведска              | 1  | 0  | 2  | 3   |
| 15.  | Швајцарска           | 1  | 0  | 1  | 2   |
| 16.  | Италија              | 0  | 2  | 0  | 2   |
| 16.  | Румунија             | 0  | 2  | 0  | 2   |
| 16.  | Белорусија           | 0  | 2  | 0  | 2   |
| 19.  | Аустрија             | 0  | 1  | 3  | 4   |
| 20.  | Пољска               | 0  | 1  | 2  | 3   |
| 21.  | Уједињени тим        | 0  | 1  | 1  | 2   |
| 22.  | Белгија              | 0  | 1  | 0  | 1   |
| 22.  | Норвешка             | 0  | 1  | 0  | 1   |
| 24.  | Ирска                | 0  | 0  | 2  | 2   |
| 24.  | Бугарска             | 0  | 0  | 2  | 2   |
| 26.  | Мађарска             | 0  | 0  | 1  | 1   |
|      | Укупно (26)          | 42 | 42 | 42 | 126 |

| Ранг | Атлетичар              | Држава               |   |   |   |   |
| ---- | ---------------------- | -------------------- | - | - | - | - |
| 1.   | Верона Бернард-Елдер   | Уједињено Краљевство | 3 | 1 | 0 | 4 |
| 1.   | Јармила Кратохвилова   | Чехословачка         | 3 | 1 | 0 | 4 |
| 3.   | Сабине Буш             | Источна Немачка      | 2 | 0 | 0 | 2 |
| 3.   | Грит Бројер            | Немачка              | 2 | 0 | 0 | 2 |
| 3.   | Светлана Поспељова     | Русија               | 2 | 0 | 0 | 2 |
| 3.   | Фемке Бол              | Холандија            | 2 | 0 | 0 | 2 |
| 7.   | Кристел Фрезе          | Западна Немачка      | 1 | 2 | 0 | 3 |
| 8.   | Јелица Павличић        | Југославија          | 1 | 1 | 1 | 3 |
| 9.   | Марина Шимонина        | Совјетски Савез      | 1 | 1 | 0 | 2 |
| 9.   | Наталија Пихида        | Украјина             | 1 | 1 | 0 | 2 |
| 9.   | Лике Клавер            | Холандија            | 1 | 1 | 0 | 2 |
| 12.  | Колет Бесон            | Француска            | 1 | 0 | 1 | 2 |
| 13.  | Инге Бединг            | Западна Немачка      | 0 | 2 | 0 | 2 |
| 13.  | Надежда Иљина          | Совјетски Савез      | 0 | 2 | 0 | 2 |
| 15.  | Каролине Кефер         | Аустрија             | 0 | 1 | 2 | 3 |
| 16.  | Валтрауд Дич           | Источна Немачка      | 0 | 1 | 1 | 2 |
| 16.  | Дагмар Рибзам-Нојбауер | Источна Немачка      | 0 | 1 | 1 | 2 |
| 16.  | Јустина Свјенти        | Пољска               | 0 | 1 | 1 | 2 |
| 19.  | Инта Климовића         | Совјетски Савез      | 0 | 0 | 2 | 2 |
| 19.  | Розица Стаменова       | Бугарска             | 0 | 0 | 2 | 2 |
| 19.  | Хелена Фухсова         | Чешка                | 0 | 0 | 2 | 2 |